# Pristimantis gretathunbergae
Pristimantis gretathunbergae, Greta Thunbergs regngroda, är en groda i familjen Strabomantidae, som lever i Panama. Den är uppkallad efter klimataktivisten Greta Thunberg. Grodan upptäcktes av en grupp biologer, lett av läkarna Abel Batista och Konrad Mebert.

## Beskrivning
Arten beskrevs första gången 2022 av zoologer från Panama, Barzilia, Schweiz och Tyskland och ingår i artgruppen Pristimantis ridens. Den är genetiskt närmare arten Pristimantis erythropleura. P. gretathunbergae skiljer sig markant från alla andra Pristimantis-arter som finns i centrala och östra Panama genom sin mycket mörka till svarta icke-retikulära iris, respektive genom sina fullständiga ögon (iris är klar och/eller kraftigt fläckig av ljus hos andra arter ).